# Кровавая невеста
«Кровавая невеста» (исп. La novia ensangrentada) — фильм 1972 года режиссёра Висенте Аранды. Фильм снят по мотивам новеллы 1872 года «Кармилла» Джозефа Шеридана Ле Фаню, послужившей основой для множества фильмов о вампирах-женщинах.

## Сюжет
Сьюзан и её муж, молодожёны, приезжают в поместье мужа. Начинается беззаботный медовый месяц. Однажды Сьюзан замечает, что на стенах висят только мужские портреты предков семьи. Выясняется, что все женские портреты унесены в подвал. Также Сьюзан несколько раз видит в окрестностях замка таинственную незнакомку.
Спустившись в подвал, Сьюзан среди прочих картин находит портрет Миркалы Карштейн, одной из прошлых хозяек поместья. На портрете стоит дата рождения — 1767 год, а даты смерти нет. В её руках окровавленный нож, но лицо вырезано из холста, и как она выглядела — неизвестно. Муж рассказывает легенду, согласно которой Миркала убила своего мужа, после чего её тело нашли рядом с ним, в свадебном платье, забрызганном кровью. Миркала была бездыханна, но жива. После двух лет ожидания её похоронили в склепе.
Вместе с мужем Сьюзан находит могилу Миркалы. Там Сьюзан становится плохо. Ночью, во время кошмара, ей является женщина, которая даёт ей нож и пьёт её кровь. Очнувшись, Сьюзан действительно находит кинжал. На следующую ночь неизвестная снова является к Сьюзан во сне, и они убивают мужа, вырезая его сердце. Ужасные сны приводят Сьюзан к нервному расстройству.
В это время муж находит на пляже закопанную в песок живую женщину и привозит её в поместье. Сьюзан узнаёт в ней незнакомку из снов. Она представляется Кармилой. Девушки начинают тайно встречаться, и у мужа закрадываются подозрения, что Кармила и Миркала — одна и та же женщина, вампирша. И скоро кровавые убийства подтверждают его подозрения. Он находит Сьюзан и Кармилу спящими вместе в гробу Миркалы, убивает, и вырезает их сердца.

## Актёрский состав
| В ролях             |  | Персонаж        |
| ------------------- |  | --------------- |
| Марибель Мартин     |  | Сьюзан          |
| Александра Бастедо  |  | Кармила-Миркала |
| Симон Андреу        |  | Муж             |
| Дин Селмье          |  | Доктор          |
| Мария-Роса Родригес |  | Кэрол           |